# Ishtar (film)
Ishtar è un film del 1987 diretto da Elaine May, interpretato da Warren Beatty e Dustin Hoffman.

## Trama
Lyle e Chuck, due mediocri cantanti di New York, vengono assunti per intrattenere le truppe statunitensi a Ishtar, un piccolo paese del Nord Africa. Ma si ritrovano inaspettatamente nel bel mezzo di una rivoluzione.

## Accoglienza
Girato tra Marocco e New York, la produzione del film si attirò l'attenzione dei mass media ancor prima della sua uscita per gli sforamenti del budget, e per i presunti dissidi sorti tra May, Beatty, e il direttore della fotografia Vittorio Storaro. Un cambio di dirigenza ai vertici della Columbia Pictures durante la post-produzione causò altri problemi professionali e personali che ritardarono l'uscita del film.
La pellicola si attirò molte critiche negative. Molti critici cinematografici lo considerano uno dei "peggiori film di sempre", anche se con il passare del tempo la sua reputazione è migliorata. Il film si è rivelato un fiasco al botteghino, a fronte dei 55 milioni di dollari spesi ne ha incassati poco più di 14.